# Should Be Higher
Should Be Higher – trzeci singel brytyjskiej grupy muzycznej Depeche Mode z trzynastego albumu studyjnego Delta Machine. Utwór ten napisał Dave Gahan i Kurt Uenala.

## Notowania

### Media polskie
| Lista                              | Pozycja |
| ---------------------------------- | ------- |
| Lista Przebojów Programu Trzeciego | 1       |
| Szczecińska Lista Przebojów        | 17      |

## Twórcy

### Depeche Mode
- David Gahan – śpiew
- Martin Gore – syntezator, gitara, wokal wspierający
- Andrew Fletcher – syntezator, gitara basowa

### Pozostali
- Christoffer Berg – syntezator, automat perkusyjny
- Kurt Uenala – syntezator, automat perkusyjny